# طرازالاخبار
طرازالاخبار کتابی است از عبدالنبی فخرالزمانی قزوینی.

## متن
کتاب نوشتهٔ سالِ ۱۰۴۱ هجریِ قمری است. سیّد کمال حاج سیّد جوادی نسخه‌ای چاپی از آن را در اواخرِ قرنِ چهاردهمِ هجریِ خورشیدی در تهران منتشر کرد.